# Коварство (фильм)
«Кова́рство» (итал. Malizia) — фильм итальянского режиссёра Сальваторе Сампери 1973 года.

## Сюжет
Уже в возрасте итальянец Антонио, глава большой семьи, лишился жены. Но неожиданно в их доме появляется привлекательная служанка Анжела, которая весьма успешно справляется с хозяйством. Он раздумывает даже, не жениться ли на ней. Но его сын-подросток Нино, у которого пробуждаются сексуальные чувства, тоже имеет виды на Анжелу. По ходу дела к нему пристаёт сестра его школьного друга. В конце концов неопытный в любовных делах Нино добивается своего.

## В ролях
- Лаура Антонелли — Анжела
- Тури Ферро — Антонио
- Алессандро Момо — Нино
- Тина Омон — Luciana
- Лилла Бриньоне — Granma
- Пино Карузо — Don Cirillo
- Анджела Луче — Ines Corallo
- Стефано Амато — Porcello
- Джанлуиджи Чирицци — Nuccio
- Грация Ди Марца — Adelina
- Массимилиано Филони — Enzio

## Награды и номинации
Номинации
- 1973 — Берлинский кинофестиваль
  - «Серебряный медведь» за лучшую режиссуру — Сальваторе Сампери

Награды
- 1974 — Серебряная лента
  - Премия «Серебряная лента» за лучшую женскую роль — Лаура Антонелли
  - Премия «Серебряная лента» лучшему костюмеру — Пьеро Този